# Straßen des Todes
Der Kriminalroman Straßen des Todes ist ein 220 Seiten starkes Buch von Fiona Kelly (ISBN 3-473-54230-X) und erschien als deutschsprachige Sonderausgabe 2004 im Ravensburger Buchverlag). Der Originaltitel der englischen Ausgabe lautet Streets of Death und wurde 2002 veröffentlicht. Es ist der fünfte Band, den Fiona Kelly schrieb. Die Geschichte spielt in der heutigen Zeit in Großbritannien.

## Vorgeschichte
Der Vater von Maddie (Jack Cooper) wird bei einem Attentat schwer verletzt. 
Seitdem ist er auf seinen Rollstuhl angewiesen, da seine Beine gelähmt sind. Er verliert seine Frau bei dem Vorfall während seine Tochter Maddie jedoch schwer verletzt überlebt. Von da an verfolgt der Chef der Spezialeinheit die Täter noch stärker. Diese Spezialeinheit nennt sich PIC (Police Inventigastion Command) und ermittelt in allen Fällen, in denen die Polizei nicht mehr weiter weiß.  

## Handlung
Ein Mitarbeiter des britischen Innenministeriums, namens Robert Fraser, wird zunächst zusammengeschlagen und bestohlen. Später stellt sich heraus, dass er kurz darauf ermordet wird. Die drei jungen Spezialagenten (Maddie Cooper, Danny Bell und Alex Cox) werden zu den Hauptpersonen der Geschichte, indem sie in einer Autoschieberbande eingeschleust werden um endlich die illegalen Geschäfte der Banden auffliegen zu lassen. Alex und Maddie können noch rechtzeitig in eine andere Bande "wechseln". 
Danny soll ein Lager in Deptfort überwachen in welchem größere Waffen wie Granatwerfer lagern. Er wird aber entdeckt und muss die Mission abbrechen. Maddie und Alex fliegen zwar kurz darauf ebenfalls auf, finden aber noch einige wertvolle Informationen, die ihnen weiterhelfen können. Die Polizei lässt den Autoschieberring auffliegen und verhaftet deren Mitglieder. Dem PIC gelingt der Coup und führt die überraschende Wende in diesem Fall ein, indem sie  Waffenschiebe-Organisation aufdecken können. Dabei wird klar, dass sich die undichte Stelle im Innenministerium befindet. Am Ende stellt sich heraus, dass mit Christina Brookmaier die Vorgesetzte des PICs, die Waffenschieber-Organisation leitete. Aus diesem Grund wusste sie immer wann und wo die nächsten Durchsuchung stattfinden sollte. 
Die Polizisten, die dadurch erfolglos waren, stellen nun Brookmaier eine Falle.
Sie wird durch einen Trick zu einem Treffen mit den drei jungen Spezialagenten gezwungen. Chef Jack Cooper und seine Sekretärin Tara Moon können Brookmaier letzten Endes doch überrumpeln und festnehmen, womit die Geschichte endet.